# SO905iCS
FOMA SO905iCS（フォーマ・エスオー きゅうまるごアイ シーエス）は、ソニー・エリクソン・モバイルコミュニケーションズ（現・ソニーモバイルコミュニケーションズ）によって開発された、NTTドコモの第三世代携帯電話（FOMA）端末である。

## 概要
日本で最初にソニーのデジタルカメラブランドであるCyber-shotを冠して発売された携帯電話である。
511万画素で2.7インチワイドVGA液晶を採用する点ではカシオ計算機のカメラブランドEXILIMの名前を冠したauのW53CAに似ているが、この機種はスライド形で、光学3倍ズーム、顔検出の「顔キメLite」の採用とカメラ機能ではかなり本格的である。尚、型番の「CS」は「Cyber-shot」ではなく「Camera Style」の意味である。
背面にはCyber-shot・Tシリーズと同様のスライド式レンズカバーがあるのが特徴である。このレンズカバーをスライドすることで簡単にカメラが起動できる。ここには「Cyber-shot」のロゴが大きく刻印されている。
Cyber-shotケータイを名乗っていることからカメラ機能はとても充実している。ソニーのデジタル一眼レフカメラα700と同様のソニー独自開発のCMOSセンサーExmorを搭載（有効画素数510万画素）し、センサーチップ内でAD変換を行う「オンチップ・カラムAD変換」と「デュアルノイズリダクション」により低ノイズ・高画質を実現した。またCyber-shot・Tシリーズと同様の折り曲げ式レンズ機構によるレンズの出ない光学ズーム（3倍）を採用した。手ブレ補正機能と被写体ブレを防ぐ「高感度」により動く被写体や夜間でもきれいに撮影でき、ISO1600の高感度を実現した。その他笑顔を検出すると自動的にシャッターを切る「スマイルシャッターLite」や最大3人までの顔を検出してピントや明るさを調節する「顔キメLite」にも対応した。
また、大きな特長とされたのが、「ブログ投稿」機能である。通常、撮影した写真をソーシャル・ネットワーキング・サービスやブログなどにアップロードするには、カメラを終了した後、メーラーを起動して、添付する画像を選択するという手順が必要となる（縦位置の写真の場合は、さらに正位置への回転と保存が必要となる）が、本機能を使うことにより、メーラー画面になったときには、一連の手順がすべて完了した状態となっている。ただし、本機能用の設定ファイルを配布しているサイトは、2010年現在、「mixi」と「eyevioモバイル」のみとなっている（設定ファイルによらず、手動でサイトを登録することも可能である）。
GPSに対応し、他の905iシリーズと同様「地図アプリ」を使って位置検索などの多彩な機能が利用できる。また、この端末独自の特徴として、カメラを使って撮った写真にGPSの位置情報を付加することが出来る。付属のパソコンソフト「Picture Motion Browser」を使えば撮影場所を地図は衛星写真を使って管理出来る。
メインディスプレイは新開発のソニー製2.7インチフルワイドVGA液晶を搭載。液晶テレビBRAVIAの技術を応用したRealityMAXも搭載した。また表示色数も1,677万色となった。またサイズは小さいものの、AppleのiPhone 4よりも高精細なディスプレイを持つ。
キーエリアにはSO905iに引き続き+JOGを採用し、軽快に画面をスクロールすることが出来る。また、指の移動を減らしながらも認識間違いの少ない形状・配置のキーが研究され搭載された（2008年3月9日NHK総合テレビ『未来観測 つながるテレビ@ヒューマン』の「未来観測！携帯メール "話す"よりはやく"打てる"時代になる!?」で機種名を伏せて紹介）。日本語変換には「POBox Pro 2.0」を採用した。
フルブラウザはSO905iとほぼ同等の機能を備え、ブックマークをサムネイル表示したり、サイト全体を表示して、すばやく見たい位置に移動する「PagePilot」機能も搭載する。
N905iμと同じくワンセグには非対応で、F905iやSO905iと同じく音声認識には対応しない。
外部メモリーはmicroSDで最大2GBまで対応。内蔵メモリーは512MB。

## 対応サービス
| 主な対応サービス           | 主な対応サービス                    | 主な対応サービス                | 主な対応サービス                 |
| -------------------------- | ----------------------------------- | ------------------------------- | -------------------------------- |
| DCMX／おサイフケータイ     | うた・ホーダイ                      | 着うたフル／着うた              | ミュージックプレーヤー(WMA)(AAC) |
| 直感ゲーム／メガiアプリ    | Music&Videoチャネル／ビデオクリップ | GSM／3Gローミング（WORLD WING） | プッシュトーク                   |
| FOMAハイスピード           | GPS／ケータイお探し                 | デコメール／デコメ絵文字        | iチャネル                        |
| 着もじ                     | テレビ電話／キャラ電                | 電話帳お預かりサービス          | フルブラウザ                     |
| おまかせロック／バイオ認証 | 外部メモリーへiモードコンテンツ移行 | トルカ                          | iC通信／iCお引越しサービス       |
| きせかえツール／マチキャラ | バーコードリーダ／名刺リーダ        | 2in1                            | エリアメール                     |

1. ↑  「しゃべる」は非対応。
2. ↑  BモードのメールはWebメールとなる。

## カメラ機能
- 有効約510万画素CMOSセンサーExmor
- 折り曲げ式レンズ機構の光学3倍ズーム
- 高輝度LEDフラッシュ
- 手振れ補正+被写体ブレ補正の高感度技術
- 3cmの接写が可能なスーパーマクロモード(国内ケータイ初搭載)
- スマイルシャッターLite+顔キメLite
- 360°パノラマ撮影
- 音フォト
- GPS位置情報自動付加機能
- 簡単ブログ投稿機能

## 沿革
- 2007年10月16日 - 技術基準適合証明 (TELEC) 通過
- 2007年10月17日 - 電気通信端末機器審査協会 (JATE)通過
- 2007年11月1日 -  D905i・D705i・D705iμ・F905i・F705i・N905i・N905iμ・N705i・N705iμ・P905i・P905iTV・P705i・P705iμ・PROSOLID μ・SH905i・SH905iTV・SH705i・SO905i・SO905iCS・SO705i・L705i・L705iX・NM705iの開発が発表。
- 2008年1月10日 - 報道関係者向けの内覧会で実機を公開
- 2008年2月15日 - 発売開始

## 不具合
2008年3月4日に以下の不具合の修正がソフトウェア更新でなされた
- カメラのズーム機能を使って撮影しようとすると、端末がフリーズする。

2008年3月18日に以下の不具合の修正がソフトウェア更新でなされた。
- プリインストールされていない「きせかえツール」をご利用の場合、特定操作を行うと、メニューのカーソル表示が一部されない場合がある

2008年5月28日に以下の不具合の修正がソフトウェア更新でなされた。
- 伝言メモに録音された音声が小さい
- 着信してすぐに発した声が、相手に聞こえない場合がある
- メールの自動受信が出来ない場合がある
- iモード問合せをすると「メールがいっぱいです」と表示され、待受画面に戻る場合がある

2008年11月5日に以下の不具合の修正がソフトウェア更新でなされた。
- スケジュールで休祝日設定をして、休祝日のアラームをオフにしても鳴動してしまう場合がある
- ローマ数字や特殊文字をメールで送信すると、正しく表示されない場合がある

2009年6月23日に以下の不具合の修正がソフトウェア更新でなされた。
- 電話帳に登録されている相手からのメール受信時に、設定しているメール着信音が鳴らない場合がある。
- iメニューの検索ウィンドウで特定の記号を入力し検索すると、サイトに接続できませんとエラー表示される場合がある。
- 海外の一部地域で、地域特性により通話や通信できない場合がある。